# Saša Popin
Saša Popin (in serbo Саша Попин?; Belgrado, 28 ottobre 1989) è un calciatore serbo, attaccante del Vuteks Sloga.

## Carriera
Ha giocato nella massima serie dei campionati macedone, serbo, rumeno e ungherese.